# گالیسیا (اروپای شرقی)
گالیسیا (اوکراینی: Галичина,یГаличина‌های Halychyna; (به لهستانی: Galicja); چکی: Halič; آلمانی: Galizien; مجاری: Galícia/Kaliz/Gácsország/Halics; رومانیایی: Galiția/Halici; روسی: Галиция Galitsiya; روسینی: Галичина Halychyna; اسلواکی: Halič; ییدیش:גאַליציעبا Galytsye) نام منطقه‌ای تاریخی و جغرافیایی در اروپای مرکزی-شرقی است. زمانی یک پادشاهی در مرز لهستان و اوکراین با این نام وجود داشت. در قرون وسطی پس از تأسیس شهر هالیچ این ناحیه نام گالیسیا گرفه و اولین بار در منابع مجاری در سال ۱۲۰۶ میلادی به عنوان Galiciæ اشاره شده‌است.
هسته تاریخی گالیسیا در درون مرزهای امروزی مناطق غربی اوکراین شامل استان لووف، ترنوپیل و استان ایوانو فرانکیسوک در نزدیکی هالیچ بوده‌است. در سده ۱۸ سرزمینی که بعدها بخشی از لهستان امروزی است، به گالسیا الحاق شد. استان لهستان کوچک ، پوکارپاکیه و سیلسیان این منطقه جدید را شامل می‌شدند.

## تاریخچه

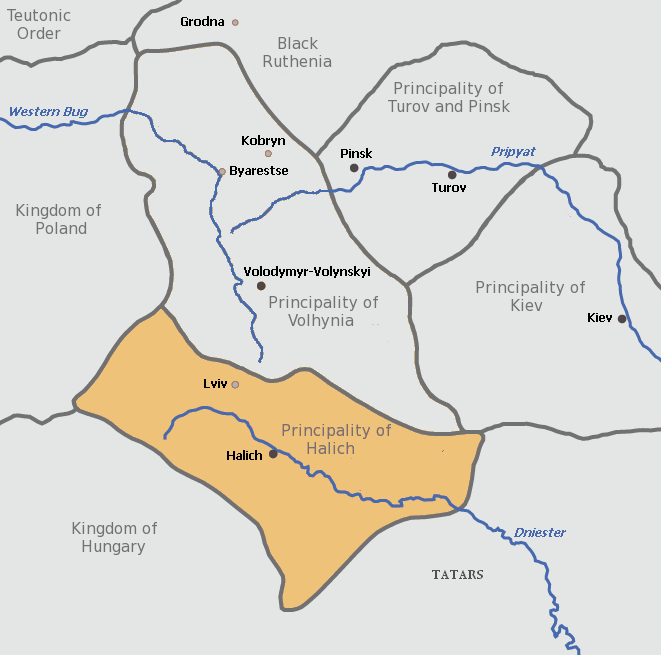
نقشه‌ای از ناحیه هالیچ در سده ۱۳ام که هسته ناحیه گالیسیا را بعدها تشکیل داد.

نخستین بار در تاریخ در سده ۱۳ام میلادی شاه اندرو دوم از مجارستان ادعا کرد «پادشاه گالیسیا و لودومریا» است. این عنوان پس از آن مورد استفاده دیکران نیز قرار گرفت. 
در این ناحیه تاریخی مابین سالهای ۱۱۹۹ تا ۱۳۴۹ میلادی کشور پادشاهی گالیسیا-وولینیا وجود داشته و سپس در بین سنوات ۱۷۷۲ تا ۱۹۱۸ میلادی پادشاهی گالیسیا و لودومریا وجود داشت که با تجزیه لهستان و نابودی مشترک‌المنافع لهستان - لیتوانی به وجود آمد و بزرگترین و پرجمعیتترین ولایت اتریش-مجارستان بوده است.
منطقه روتنیا و گالیسیا دارای همپوشانی بسیار زیادی می‌باشند؛ به خصوص بر روی خط مرزی کنونی.

## مردم

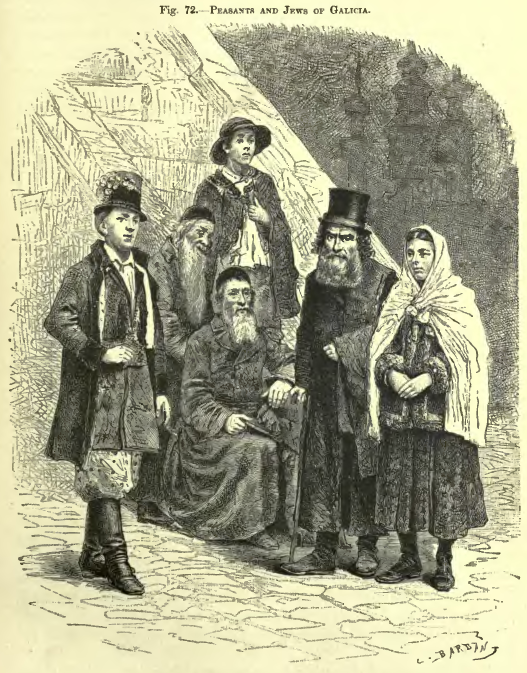
دهقانان و یهودیان گالیسیا در سال ۱۸۸۶

در سال ۱۷۷۳، گالیسیا در حدود ۲٫۶ میلیون نفر جمعیت داشت که در ۲۸۰ شهرستان و شهرها و حدود ۵۵۰۰ روستا زندگی می‌کردند. نزدیک به ۱۹٬۰۰۰ خانواده در طبقه اشراف بودند که حدود ۹۵۰۰۰ نفر (در حدود ۳٪ از جمعیت) را شامل می‌شدند. اکثریت جمعیت باقی‌مانده نیز کشاورزان یا بی‌زمین‌ها بودند.
گالیسیا در بین ایالات اتریش متنوع‌ترین سرزمین از حیث ساختار قومی ساکنینش بود. اکثریت مردم نژادهای لهستانی و روتن داشتند؛ از دیگر گروه‌های نژادی بزرگ شناخته شده در این سرزمین اوکراینی‌ها و روسین‌ها بودند و همچنین یهودیان، آلمانی‌ها، ارمنی‌ها، چکی‌ها، اسلواکها، مجارها، رومی‌ها و… حضور داشتند. زمانی که در سال ۱۹۱۰ گالیسیا بیشینهٔ جمعیت خود را داشت، ۴۵٫۴٪ لهستانی، ۴۲٫۹٪ اوکراینی، ۱۰٫۹٪ یهود، و ۰٫۸٪ آلمانی بودند.
زبان غالب در گالیسیا زبان لهستانی بود. چنانچه در سال ۱۹۱۰ حدود ۵۸٫۶٪ زبان مادری خود را لهستانی دانستند و در حدود ۴۰٫۲٪ زبان مادریشان اوکراینی بود. ممکن است این آمار دارای خطا باشد زیرا یهودیان مجاز نبودند زبان ییدیش را انتخاب کنند.

## اقوام و قبایل تاریخی گالیسیای لهستان
- کوهنوردان (گروه بزرگتر خویشاوندی) که خود شامل گروه‌های کوچکتر زیر بودند: Żywczaki ,Babiogórcy, Zagórzanie, Kliszczaki podhalańscy, Nowotarżanie, pienińscy ,Górale sądeccy , Gardłaki, Czuchońcy, Werchowyńcy, Czarnogórcy.
- دیل شهروندان (گروه بزرگتر خویشاوندی): Krakowiacy, Mazury, Grębowiacy (Lesowiacy یا Borowcy), Głuchoniemcy, Bełżanie Bużanie (Łopotniki, Poleszuki), Opolanie, Wołyniacy, Pobereżcy یا Nistrowianie.[۱۵]